# Leònides de Rodes
Leònides de Rodes (grec antic: Λεωνίδας; naixcut el 188 AC) va ser un dels més famosos corredor olímpic. Se'l reconeix com un dels millors esprintadors de la història.
Guanyà la corona en tres curses independents, la stadion, la diaulos i la hoplitodromos, rebent el selecte títol de Triastes. Leònides repetí aquesta gesta quatre vegades, la primera amb 24 anys (164 aC) i l'última amb 36. Ha mantingut el rècord de 12 corones olímpiques fins a l'actualitat.